# 埃布森格拉本河
49°06′49″N 11°02′51″E / 49.11370°N 11.04749°E
埃布森格拉本河（德語：Erbsengraben），'是德國的河流，位於該國東南部，由巴伐利亞負責管轄，河道全長1.1公里，在普萊恩費爾德與哈瑟爾格拉本河匯流成為伊格爾塞巴赫河。